# Joaquín María Domingo Ibáñez
Joaquín María Domingo Ibáñez (Pamplona, 1779-Pamplona, después de 1823).
Impresor y librero, nacido en Pamplona en 1779, era hijo de Joaquín Domingo y de Juana Ibáñez. En 1814 pasó a gestionar el negocio de imprenta y librería de su padre hasta 1819, cuando este debió de morir. A partir de esta fecha trabajó por cuenta propia hasta 1823, cuando fue represaliado por los absolutistas. Firmó sus trabajos como Joaquín Domingo, Joaquín de Domingo, Joaquín María de Domingo y Joaquín Domingo Menor (1814-1819).

## Vida y trabajo
Cuando tenía unos veinte años, en torno a 1799, casó con Juana María Albero, con la que tuvo dos hijos.    
En 1812 la enfermedad de su madre, Joaquina Ibáñez, provoca un conflicto familiar a causa de los gastos derivados de su atención. Por un lado, estaban su marido, Joaquín Domingo, y su hijo menor, Ramón, y enfrente los dos hijos restantes, Joaquín María y José Fermín. Una sentencia judicial obligó al esposo a correr con los gastos derivados de la incapacidad de su mujer. 
En 1814 comenzó a trabajar con su padre, que debía  de encontrarse enfermo, y por este motivo en los pies de imprenta figuraban “Joaquín Domingo Mayor [el padre] y Menor [el hijo]”. Esta situación se mantuvo hasta 1819, cuando Joaquín Domingo padre debió de fallecer.

### El “ciudadano” Joaquín Domingo

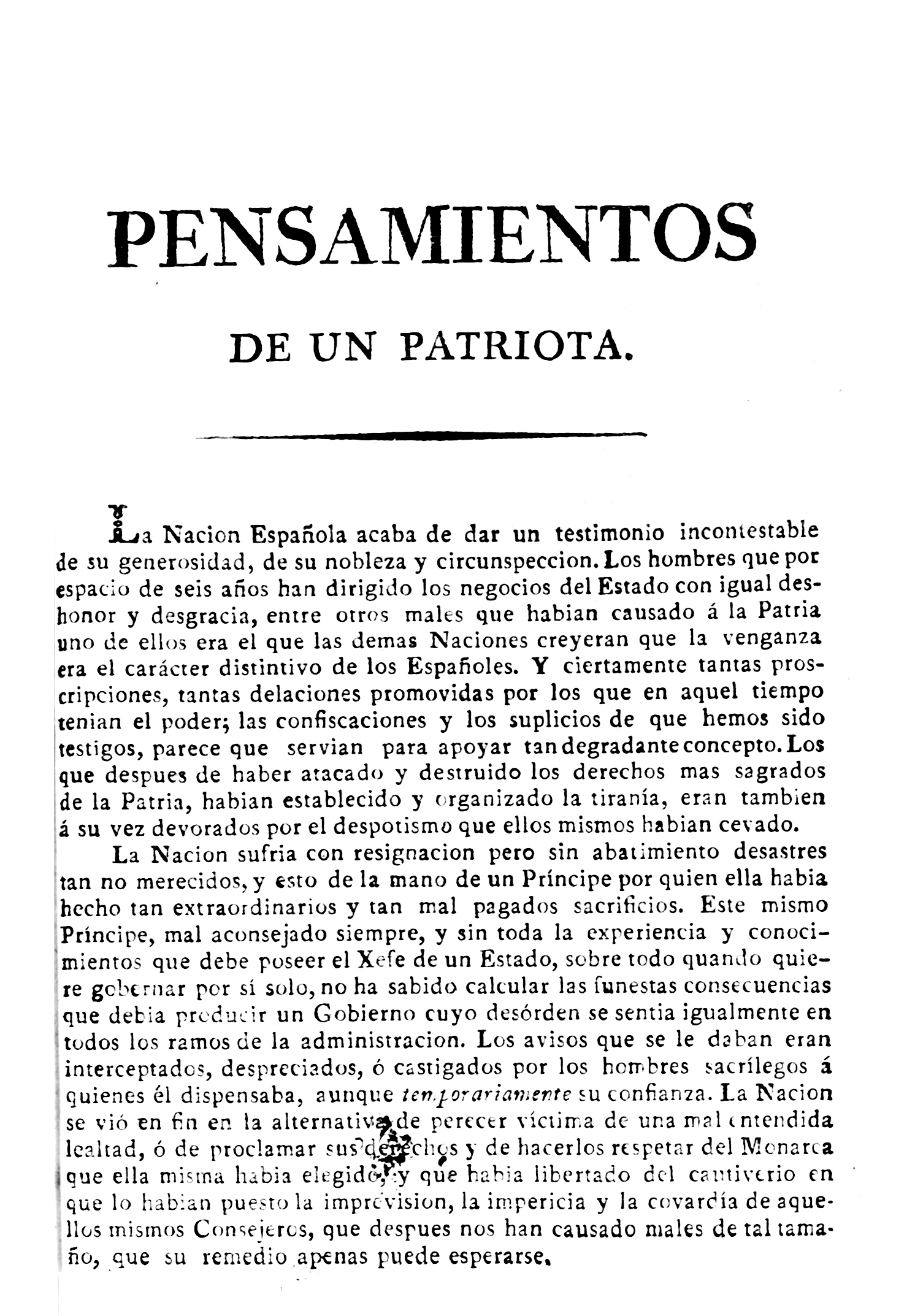
Folleto publicado por Joaquín María Domingo en el que proclama sus ideas liberales (1820)

El Trienio Liberal (1820-1823) garantizó por ver primera en España la libertad de imprenta, lo que se tradujo en una avalancha de todo tipo de impresos, hojas sueltas, folletos, periódicos y libros. Joaquín María, en este tiempo de libertad, entre otros trabajos imprimió el periódico de la Sociedad Patriótica de Pamplona denominado "El Patrionta del Pirineo", cuyo primer número salió a la calle a finales de 1820 y se publicó, con periodicidad decenal, cuando menos hasta 1821.
Enseguida tomó partido por el régimen constitucional y lo manifestó ya en 1820 en un folleto de cuatro páginas que tituló “Pensamientos de un patriota”, que en la última página firmó con su nombre y apellido, mientras otros muchos exponían sus ideas políticas ocultos tras seudónimos o siglas. En este impreso, entre otras consideraciones, advierte al rey Fernando VII, que acababa de jurar la Constitución de 1812, de que si la incumplía peligraría “la estabilidad del Trono, los derechos de la familia reinante y por consiguiente la tranquilidad pública”. Más adelante proclamó la conquistada libertad de imprenta como garante de las libertades alcanzadas:

La libertad de imprenta, que los agentes de la tiranía han perseguido con tanta saña, es uno de los derechos de que la Nación ha entrado en posesión. Por aquel medio se harán públicas todas sus maquinaciones y gestiones alevosas y se denunciarán para que se castiguen todas las tentativas con que ellos pretendan volvernos a esclavizar.

Su identificación con el régimen liberal la hizo patente, por ejemplo en 1822, cuando en el pie de un libro dejó impreso: "En la oficina del ciudadano Joaquín Domingo”. El restablecimiento del absolutismo en 1823 desató las represalias contra los que habían manifestado su apoyo a la Constitución, y entre ellos debió de estar Joaquín María Domingo, ya que a partir de ese momento su taller enmudeció. Tenía entonces 44 años. 
También sufrieron persecución sus hermanos, los impresores José Fermín, cuyo taller fue cerrado para siempre, y Ramón, el más joven, que permaneció inactivo durante diez años, hasta la muerte de Fernando VII (1833). De los otros tres impresores de Pamplona, Paulino Longás fue sancionado, aunque su taller continuó abierto, y en cambio no padecieron represalias los de Javier Gadea y de Micaela Sengáriz, viuda de José Francisco de Rada. En resumen, de los seis impresores activos en Pamplona, cuatro sufrieron la venganza absolutista.

## Producción de libros y folletos (1814-1823)
Se ha de tener presente que en esta época la actividad cotidiana de una imprenta en una población como Pamplona se centraba fundamentalmente en trabajos menores, como hojas sueltas, circulares y decretos gubernativos, formularios administrativos, carteles y folletos. Y, como se ha adelantado, este tipo de impresiones se multiplicó en el Trienio Liberal promovido por la libertad de imprenta.
En lo que se refiere a la impresión de libros y folletos, los firmados por Joaquín María comienzan en 1814 y terminan en 1823. En estos nueve años se tiene noticia de que imprimió al menos 18. De ellos, 13 suscribió con su padre —"Joaquín Domingo Mayor y Menor” (1814-1819)– y solo cinco aparecieron posteriormente con su nombre (1820-1822). Conviene destacar que su actividad se desarrolló durante dos periodos conflictivos y poco favorables para la imprenta como fueron la Guerra de la Independencia (1808-1814) y el Trienio Liberal (1820-1823).
| Producción de libros y folletos de la imprenta de Joaquín María Domingo (1814-1822) |
| ----------------------------------------------------------------------------------- |
|                                                                                     |

Así pues, desde 1820, seguramente tras la muerte de su padre y coincidiendo con el inicio de Trienio Liberal, Joaquín María trabaja solo y lo hace por un corto espacio de tiempo, ya que en 1822 sale su último impreso. Se ha de tener en cuenta que desde el mes de junio de este año de 1822 la situación política se deterioró seriamente, con las llamadas de los absolutistas a tomar las armas contra la Constitución, y de hecho desembocó en un conflicto armado, la Guerra Realista (1822-1823), cuando el 11 de agosto se declaró en Navarra el estado de guerra. Esta circunstancia explicaría que no se conozcan trabajos correspondientes al último año del Trienio Liberal (1823).
Joaquín María Domingo, a pesar de que su actividad como impresor y librero no ofrezca un balance significativo, destaca por ser el primer tipógrafo navarro que, al amparo de la libertad de imprenta, hizo público su apoyo al régimen constitucional, lo cual le supuso el fin de su carrera profesional.´
Se conoce un libro en el que en el pie de imprenta aparece Joaquín Domingo como impresor y sobre el que cabe dudar de su autoría. Se trata del Compendio de la historia de la inquisición, extractado de los mejores autores por el presbítero D.F.L. en cuya portada se da cuenta de su procedencia, "Pamplona, 1820. En la imprenta de Joaquín Domingo", al tiempo que indica el lugar de venta: "Se hallará en Madrid en la librería de V. de Alonso y Antorán, frente a San Felipe el Real". 
Se trata de una publicación contraria al Tribunal de la Inquisición, que se publica en el primer año del Trienio Liberal, cuando aquel fue abolido a raíz de la caída del absolutismo. Presenta un tono encendido e inusitado hasta aquel momento: "¿Quién levantó el tribunal de la Inquisición? La ambición de la curia romana, la funesta política de los reyes, y la ignorancia de los pueblos". 
El espíritu crítico de esta edición resulta insólito para las imprentas pamplonesas de aquel tiempo, incluida la de Joaquín María Domingo, Finalmente los ejemplares conservados son escasos, lo que lleva a pensar que tuvo una tirada corta y una distribución restringida. Estos factores sugieren que podría tratarse de una edición ilegal con pie de imprenta falso.

## Galería de imágenes

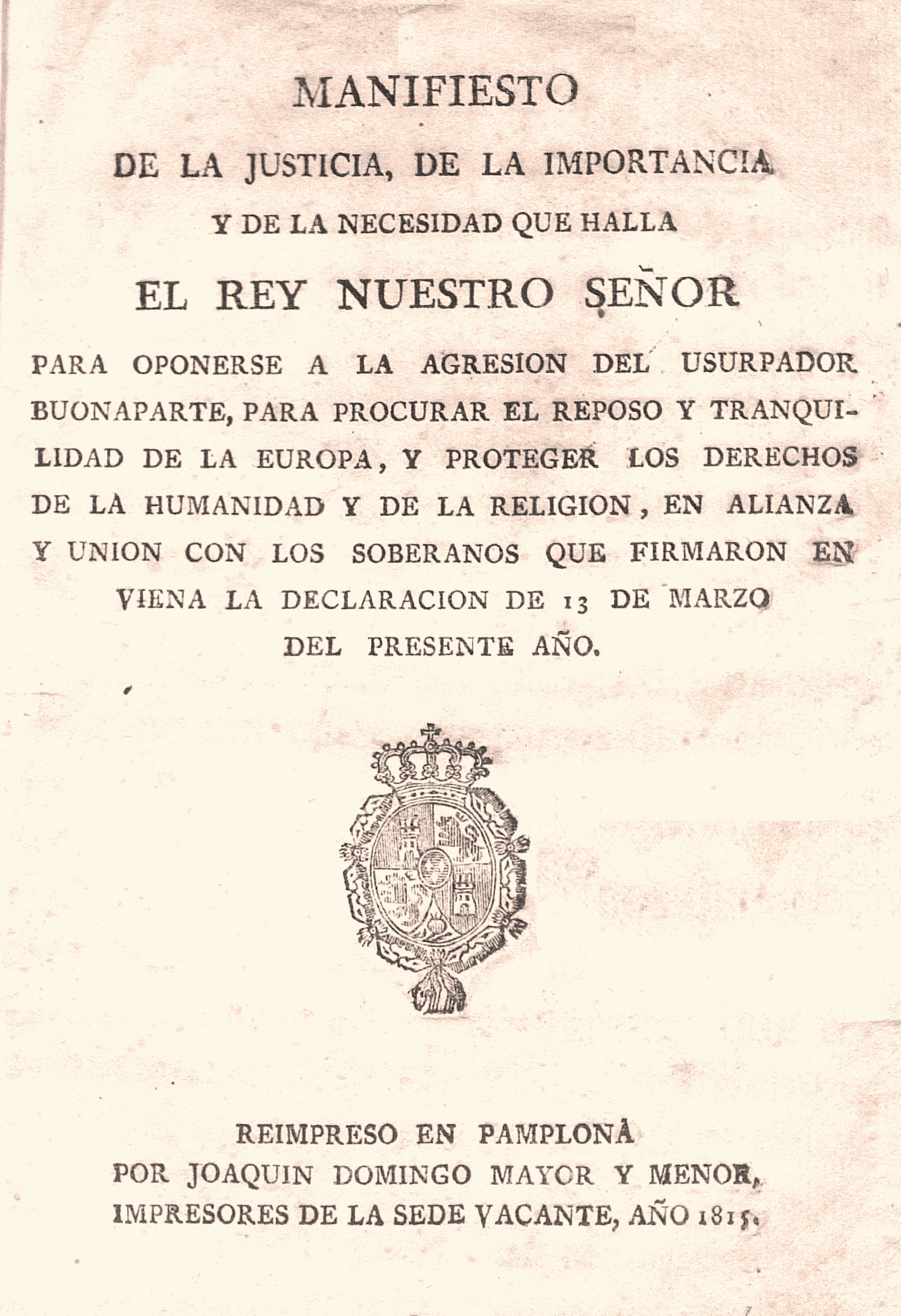
"Manifiesto" absolutista de Fernando VII (1815). En el pie de imprenta figuran Joaquín Domingo "Mayor y Menor"
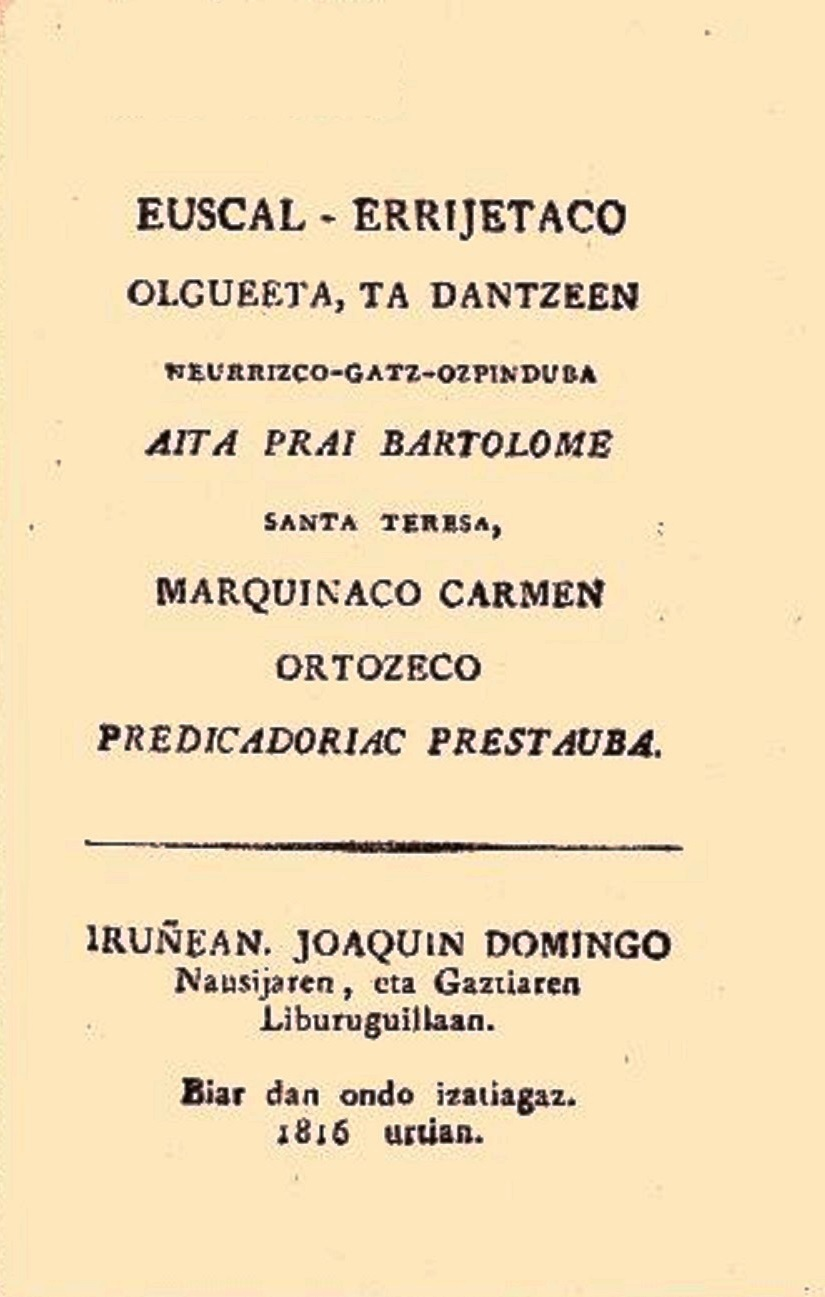
Libro en vascuence sobre los bailes populares. En la imprenta de "Joaquín Domingo Nausijaren eta Gaztiaren [Mayor y Menor]" (1816)
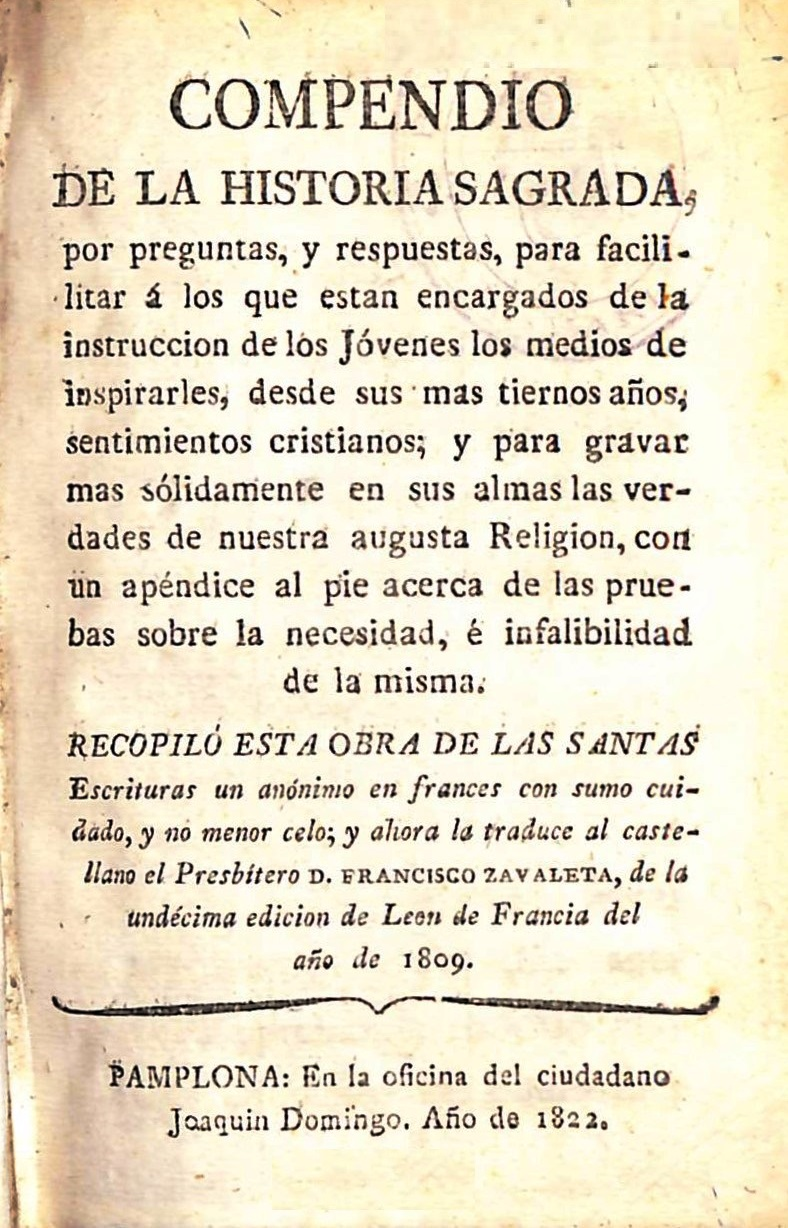
Manual de Historia Sagrada con preguntas y respuestas, impreso por el "ciudadano" Joaquín Domingo en 1820
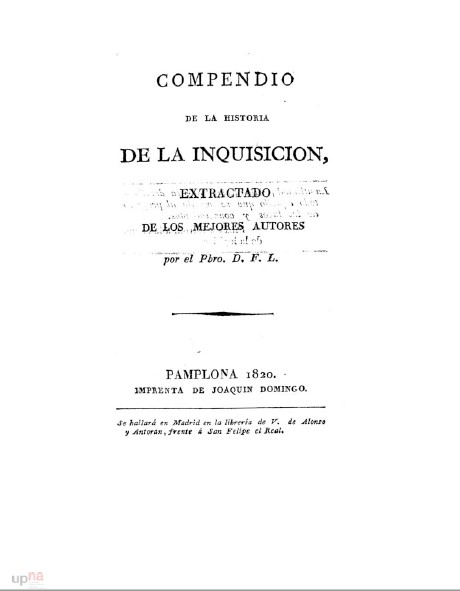
Compendio de la historia de la Inquisición. Por Joaquín Domingo (1820), se vende en la librería madrileña de la Viuda de Alonso y Antorán
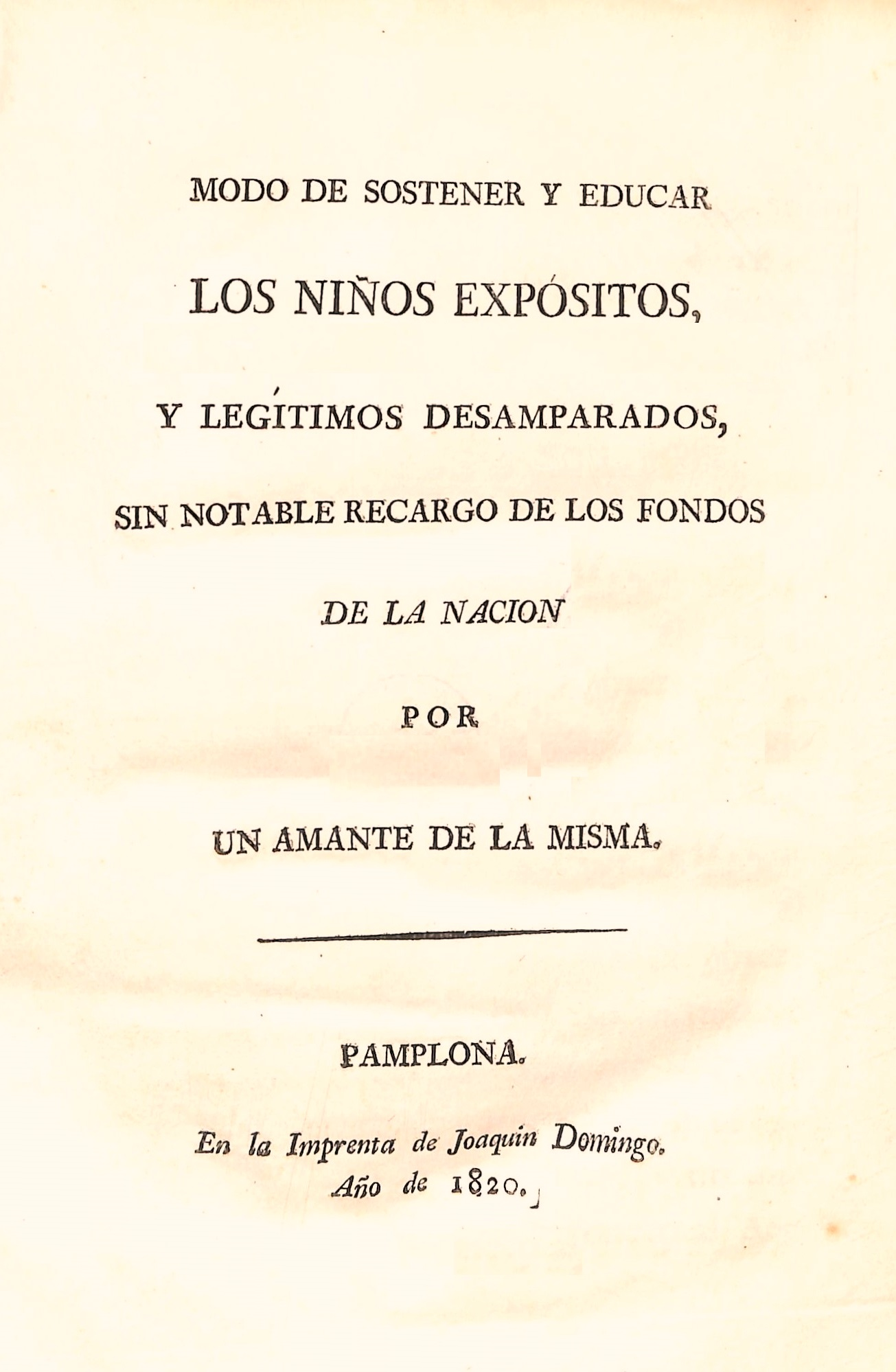
Publicación sobre la protección de la infancia, impresa por Joaquín Domingo (1820)
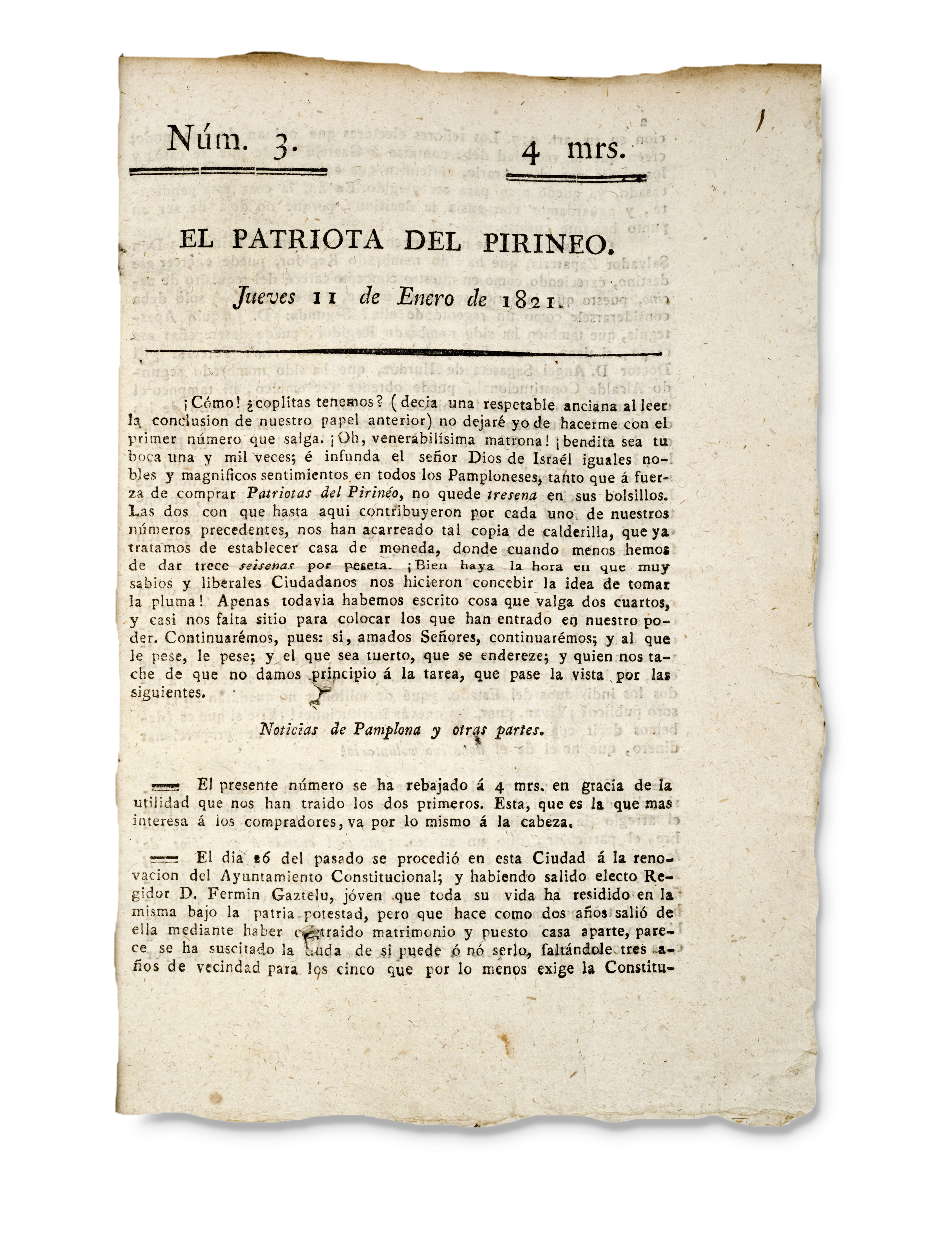
Portada del periódico realista "El Patriota del Pirineo", impreso por Joaquín Domingo (1821)